# Die Feuerzangenbowle
Die Feuerzangenbowle es el título de una novela del escritor alemán Heinrich Spoerl que fue publicada en el año 1933, una especie de sátira influida por el humor de Der Besuch im Karzer de Ernst Eckstein (publicado en 1875), que acabó convirtiéndose en el guion de una película dirigida por Hans Reimann trabajando en colaboración con Robert A. Stemmle. La película se hizo tan famosa que llegó a rodarse tres veces a lo largo de cuarenta años, siendo la versión del año 1944 la más famosa de todas. 

## Versiones filmadas

### So ein Flegel (1934)
- Director: Robert A. Stemmle
- Guion: Hans Reimann
- Actores:
  - Heinz Rühmann, Ellen Frank, Inge Konradi, Franz Klebusch, Jakob Tiedtke, Annemarie Sörensen, Else Bötticher, Oskar Sima, Karl Platen, Rudolf Platte, Anita Mey, Rudolf Klicks

El guion en este caso adaptó bastante bien la novela, en claro contraste con las versiones posteriores de 1944 que empezaron a diferir del guion original. Por ejemplo: Rühmann se pone en la posición de su hermano Pfeiffer, cambiando así los roles.

### Die Feuerzangenbowle(1944)
- Director: Helmut Weiss
- Cámara: Ewald Daub
- Actores: 
  - Heinz Rühmann, Karin Himboldt, Hilde Sessak, Erich Ponto

Esta es la versión más conocida del film: Die Feuerzangenbowle se realizó en el año 1944 con Heinz Rühmann como papel protagonista. Es la más popular y la que suele verse en Navidades tomando un Feuerzangenbowle.

### Die Feuerzangenbowle(1970)
- Director: Helmut Käutner
- Cámara: Igor Oberberg
- Actores:
  - Walter Giller, Uschi Glas, Theo Lingen, Fritz Tillmann, Willy Reichert, Hans Richter, Rudolf Schündler, Helen Vita, Wolfgang Lukschy

El film tiene un marcado estilo de los años 1970, y el humor mostrado no tiene nada que ver con las versiones anteriores.

## Publicaciones
- Die Feuerzangenbowle, Fischer Taschenbuchverlag, ISBN 3492235107.
- Audiolibro: Die Feuerzangenbowle, leído por Götz Alsmann, Indigo, Hamburg 2003.

## Teatro y musical
En el año 2004 hubo representaciones teatrales de la obra Feuerzangenbowle en Düsseldorf-Bilk así como un musical denominado Die Feuerzangenbowle (Musical) y tuvo una premier en Neu-Isenburg.